# Равоса, Кармино
Кармино Равоса (англ. Carmino Ravosa; 29 января 1930 год — 19 июля 2015 год) — американский композитор и автор текстов, певец, пианист, продюсер, режиссёр и музыкальный историк. Равоса писал музыку для детей и на протяжении десятилетий был одним из самых популярных школьных поэтов-песенников в Америке.
Большую часть жизни Равоса работал педагогом. Он был учителем музыки в начальной школы в Скарсдейле, Нью-Йорк, где его шоу и песни были использованы для игр в классе. Впоследствии он был композитором и научным сотрудником в Далтон школе — частной школе в Нью-Йорке, затем композитором в Эдисон школе общенациональной хартии школьной системы.
Равоса Кармино был автором и редактором учебника по музыке серий «Мир музыки» и «Музыкальные связи» и композитором ряда мюзиклов . Он также был автором песен для детских спектаклей «Капитан Кенгуру» и «Romper Room».

## Биография
Родился в Спрингфилде, штат Массачусетс, был старшим из трех детей. Его отец, Анельо Равоса, был итальянским иммигрантом, который владел и управлял компанией по поставке молока, любил джаз и биг-бенд 1930-х и 1940-х годов. Отец оказал наибольшее влияние на музыкальную карьеру Равоса. Равоса и его брат Энтони несколько лет работали в компании отца. Потом Энтони пошел учиться, став юристом и бизнесменом в Спрингфилде. После службы капралом в Оркестре армии США Равоса учился в Харттской музыкальной школе и окончил её в 1957 году. В 1965 году в этом же учебном заведении он получил степень магистра в области музыкального образования. В вузе он познакомился со своей будущей женой Клэр Колби Они прожили вместе в течение почти 60 лет.. Равоса позже окончил магистратуру и докторантуру в Колумбийском университете.
У Кармино и Клэр было трое детей (Карин, Джина, Дин и восемь внуков). Равоса и его семья проживали в деревне Брайарклифф-Мэнор в штате Нью-Йорк. Равоса написал множество сценических произведений, посвящённых Брайарклифф-Мэнору и был музыкальным руководителем, автором текстов и клавишником в постановке варьете 2002 года, приуроченной к столетию деревни.
Равоса был учителем музыки в школе в Скарсдейле, Нью-Йорк с 1965 по 1978 год. С 1978 по 1999 год он был штатным композитором и преподавателем Далтонской школы — частной старшей школы в Нью-Йорке, где его помнят как «легенду Далтона» (недоступная ссылка), а с 1999 по 2003 год — штатным композитором образовательного проекта «Эдисон».
В настоящее время его песни исполняются по всему миру, в том числе в Кайзерслаутерне, Германия. Он исполнял свои произведения в Белом доме для президента Джимми Картера в 1978 году и на инаугурациях президентов Джорджа Г. У. Буша и Джорджа У. Буша.
Равоса умер 19 июля 2015 года, в возрасте 85 лет.

### Публикации
Первой изданной работой Равоса была «Джонни яблочное семя» — музыкальный спектакль для детей", который был опубликован в г. Ширмера, Инк. в 1958 году.

## Избранные труды
- Ravosa, Carmino C. Glorious morning : a documentary musical based on Sam Adams and John Hancock and the battle of Lexington and Concord, April, 1775 (англ.). — Rowayton, Connecticut: New Plays for Children, 1975.